# Embers
Embers er en amerikansk stumfilm fra 1916 af Arthur Maude.

## Medvirkende
- Constance Crawley som Rhea Woodley
- Arthur Maude som Martin Woodley
- Nell Franzen som Maysie Stafford
- William A. Carroll som Wesley Strange